# وفاة مارلين مونرو
تُوفيّت مارلين مونرو بسبب جرعةٍ زائدةٍ من الباربيتورات في وقتْ متأخرٍ من مساء يوم السبت الموافق للرابع من آب/أغسطس 1962 في منزلها رقم 12305 الكائنِ في فيفث هيلينا درايف في لوس أنجلوس بكاليفورنيا في الولايات المتحدة حيث عُثر على جثتها قبل فجر يوم الأحد الموافق للخامس من آب/أغسطس. كانت مارلين واحدة من أشهر نجوم هوليود خلال الخمسينيات وأوائل الستينيات من القرن الماضي حيث كانت تُعتبر رمزًا جنسيًا رئيسيًا في ذلك الوقت وقد حقَّقت أفلامها حوالي 200 دولار مليون وقت وفاتها.
عانت مونرو من اضطرابٍ نفسيّ كما عانت من مشكلة تعاطي المُخدرات لعدة سنوات قبل وفاتها حيث كان فيلم اللامتكيفون (بالإنجليزية: The Misfits)‏ الذي صدر عام 1961 آخر أفلامها. أمضت مارلين مونرو عامها هذا منشغلة بمشاكلها الصحية المختلفة ثمّ بدأت في نيسان/أبريل 1962 في تصوير فيلم لديّ شيءٌ لأُعطيك إياه (بالإنجليزية: Something's Got to Give)‏ لصالحِ شركة توينتيث سينشوري فوكس التي تخلَّت عن مونرو أوائل حزيران/يونيو ملقيةً باللوم عليها علنًا في مشاكل الإنتاج. حاولت مارلين مونرو في الأسابيع التي سبقت وفاتها إصلاح صورتها العامة من خلال إجراء عدة مقابلات مع صحف وجرائد معروفة كما بدأت مفاوضات مع شركة فوكس حول إعادتها لشغل دور البطولة في فيلمِ لدي شيء لأعطيك فضلًا عن محاولتها التمثيل في أفلام أخرى.
قضت مونرو اليوم الأخير من حياتها في منزلها في برينتوود، حيث كان يُرافقها في أوقات مختلفةٍ وكيلتها الإعلاميّة باتريشيا نيوكومب ومدبرة المنزل يونيس موراي والمصور لورانس شيلر والطبيب النفسي رالف جرينسون الذي طلب من مدبرة المنزل موراي المكوث طوال الليل مع مونرو لمساعدتها عند الحاجة. لاحظت موراي في حوالي الساعة الثالثة صباحًا من يوم الأحد الموافق للخامس من آب/أغسطس أنَّ مونرو أغلقت على نفسها في غرفة نومها وبدت غير مستجيبة فقررت استطلاع ما بداخل غرفة النوم من خلال النافذة. نبَّهت موراي الطبيب جرينسون الذي وصل بعد فترة وجيزة ثم اقتحمَ الغرفة عن طريق كسر النافذة فوجد مونرو قد فارقت الحياة. دوَّنَ مكتب الطب الشرعي في مقاطعة لوس أنجلوس سبب وفاة مارلين مونرو في عبارة «انتحار محتمل» وذلك بناءً على سوابق تناولها لجرعات زائدة من الأدوية فضلًا عن تقلبات مزاجها وتفكيرها الانتحاريّ. قاد جو ديماجيو – وهو زوج الراحلة في وقتٍ ما – جنازتها في مقبرة حديقة قرية ويستوود ميموريال حيث دُفنت.
على الرغم من النتائج التي توصَّل إليها الطبيب الشرعي، فقد انتشرت العديد من نظريات المؤامرة التي شكَّكت في السبب الحقيقي في وفاة مارلين بما في ذلك الرئيس جون إف كينيدي وشقيقه روبرت بالإضافةِ إلى جيمي هوفا وسام جيانكانا. نظرًا لانتشار هذه النظريات في وسائل الإعلام، قام مكتب المدعي العام لمقاطعة لوس أنجلوس بمراجعة القضية عام 1982 لكنه لم يجد أي دليلٍ على ما قيل ولم تختلف نتائج المراجعة مع نتائج التحقيق الأصلي.

## خلفية
لعدة سنوات قبل بداية الستينيات من القرن الماضي، كانت مونرو تعتمد على الأمفيتامينات والباربيتورات والكحول حيث عانت من العديد من المشاكل النفسيّة بما في ذلك الاكتئاب والقلق وتدني احترام الذات والأرق المزمن. أصبحَ العمل مع مونرو في ظلّ كل هذا أمرًا صعبًا وكثيرًا ما تأخَّرت عمليات إنتاج بعض الأعمال التي شاركت فيها بسبب تأخرها في التصوير وعدم التزامها بالخطط والبرنامج المتفق عليهِ مسبقًا. بدأت سلوكيّات مارلين مونرو بحلول عام 1960 في التأثيرِ سلبًا على حياتها المهنية، فمع أنها كانت مثلًا الخيار المُفضَّل للمؤلف ترومان كابوتي لتجسيدِ دور هولي جولايتلي في فيلم الإفطار عند تيفاني إلَّا أن باراماونت بيكتشرز – وهي الشركة المُنتجة للفيلم – رفضت مشاركتها خوفًا من أنها قد تُعقِّد إنتاج الفيلم. أكملت مونرو طوال فترة الستينيات تصوير فيلمينِ فقط هما لنمارس الحب (بالإنجليزية: Let's Make Love)‏ الذي صدر عام 1960 وفيلم اللامتكيفون (بالإنجليزية: Misfits)‏ الذي صدر عام 1961، وقد فشلَ العملينِ تجاريًا كما تعرضا للعديد من الانتقادات من قِبل النقاد والمهتمّين بعالم السينما.
قضت مونرو – وهي المعتادة على العمل السينمائي والمشاركة في عددٍ من الأعمال – جزءًا كبيرًا من عام 1961 منشغلةً بمشاكلها الصحيّة حيثُ لم تعمل في أيّ مشاريع أفلام جديدة. خضعت مارلين لعملية جراحية لانتباذ بطانة الرحم واستئصال المرارة ثمّ أمضت أربعة أسابيع بالمستشفى بما في ذلك فترة قصيرة في جناح الأمراض النفسية بسببِ الاكتئاب. عادت في وقتٍ لاحقٍ من عام 1961 إلى لوس أنجلوس بعد ستّ سنواتٍ في مانهاتن حيثُ اشترت منزلًا جديدًا لتعيش فيه في برينتوود. حصلت النجمة الأمريكيّة في أوائل عام 1962 على جائزة الغولدن غلوب في فئة الفيلم العالمي المُفضَّل (بالإنجليزية: World Film Favorite)‏ ثمّ بدأت في تصوير فيلمٍ جديدٍ تحت عنوان شيءٌ جديدٌ لأعطيك المبنيّ على أحداث فيلمٍ سابقٍ كان قد صدر عام 1940 بعنوان زوجتي المفضلة (بالإنجليزية: My Favorite Wife)‏.
قبل أيامٍ من بدء تصوير الفيلم، أُصيبت مونرو بالتهاب الجيوب الأنفية ورفضت شركة فوكس تأجيل الإنتاج مصرّة على بدء التصويرِ في الموعد المحدد في أواخر نيسان/أبريل. كانت مونرو مريضة جدًا بحيث لم تتمكن من العمل في معظم الأسابيع الستة التالية لكنّ شركة الإنتاج ضغطت عليها – بالرغمِ من تأكيد الأطباء على وضعها المتدهور نوعًا ما – من أجل استكمال التصوير. حصلت مارلين في التاسع عشر من أيّار/مايو على استراحةٍ من تصويرِ الفيلم لأداء أغنيّة عيد ميلاد سعيد في احتفال عيد ميلاد الرئيس جون كينيدي في ماديسون سكوير غاردن في نيويورك وذلك قبل عشرة أيامٍ من عيد ميلاده الفعلي. كان لمونرو وكينيدي أصدقاءٌ مشتركون، كما جمعت الاثنانِ علاقات جنسيّة عابرة حسب زعم الصحافة مع أنَّ العلاقة بين الاثنين لم تُصبح رسميّة في أيّ وقتٍ من الأوقات.
استأنفت مونرو التصوير بعد عودتها إلى لوس أنجلوس من مدينة نيويورك كما احتفلت بعيد ميلادها السادس والثلاثين في فاتح حزيران/يونيو قبل أن تغيب لعدة أيام وهو ما دفع شركة فوكس إلى فصلها من الفيلم في السابع من حزيران/يونيو ومقاضاتها لخرقها العقد مطالبة بتعويضٍ قدره 750,000 دولار. استبدلت شركة الإنتاج مارلين بالممثلة لي ريميك من أجل استكمال تصوير الفيلم لكنَّ الممثل دين مارتن رفض التصوير مع أيّ ممثلة أخرى غير مارلين مونرو فرفعت عليه الشركة هو الآخر دعوة لمقاضاته بعدما تسبَّب في إيقافِ الإنتاج. ألقت الشركة المنتجة للفيلم باللومِ علانية على مونرو متهمة إيّاها بإدمان المخدرات وخرق الوعود بل زعمت أنها كانت «مضطربة عقليًا». أجرت مونرو في خضمِّ كل هذه الشائعات مقابلاتٍ مع العديد من المجلات والجرائد بما في ذلك مجلّة لايف وكوزموبوليتان وفوغ. أعادت مونرو التفاوض مع شركة فوكس بشأن عقدها واتفق الطرفانِ على استكمال التصوير حيث كان من المقرر استئنافه في أيلول/سبتمبر من خلال إكمال ما تبقَّى من فيلم لديَّ شيء لأعطيك إيّاه والبدء في تصوير فيلمٍ جديدٍ بعنوان يا لها من طريقة للرحيل! (بالإنجليزية: What a Way to Go!)‏ وفيلم ثالثٌ يحكي السيرة الذاتية لجين هارلو لم يُكتَب له الصدور.

## الخطّ الزمني
أمضت مونرو اليوم الأخير من حياتها في منزلها في برينتوود. التقت في الصباح بالمصوّر لورانس شيلر لمناقشة إمكانية نشر مجلّة بلاي بوي لصور عارية التُقطت لها خلال تصوير فيلم شيء لأعطيك إيّاه، ثم حصلت على تدليكٍ من مدلّكها الشخصي وتحدثت مع بعض الأصدقاء عبر الهاتف. كانت مونرو في المنزل رفقة مدبرة منزلها يونيس موراي ووكيلتها باتريشيا نيوكومب التي مكثت معها بعدما فشلت مونرو في النومِ الليلة السابقة.

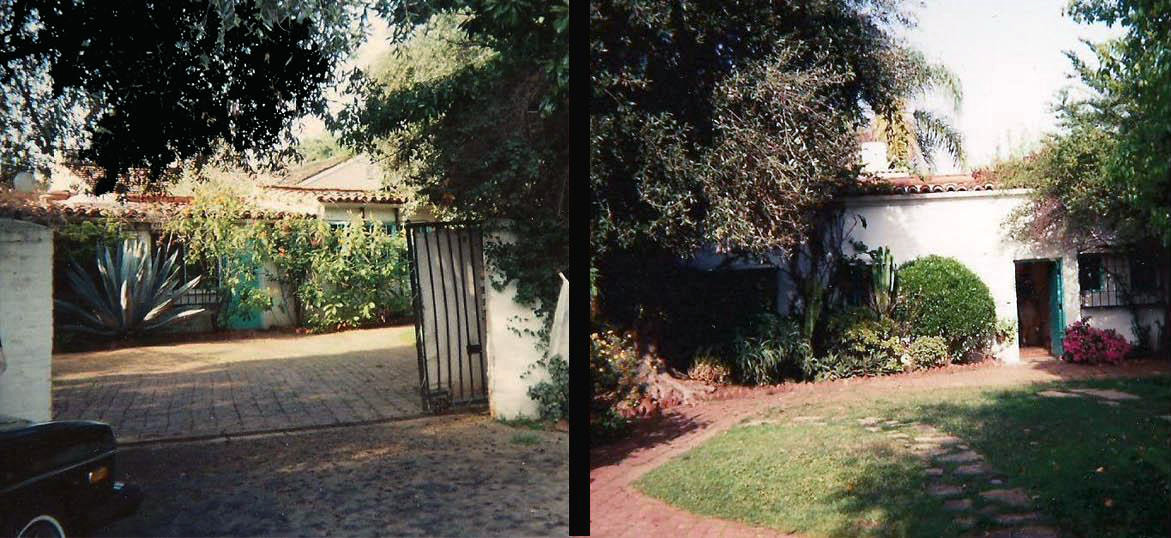
منزل مارلين مونرو في لوس أنجلوس

وصل الطبيب النفسي لمونرو السيّد رالف جرينسون لمنزلها على الساعة الرابعة والنصف من مساء يوم السبت الموافق للرابع من آب/أغسطس لإجراء جلسة علاجٍ جديدةٍ معها ثمّ طلب من نيوكومب المغادرة، قبل أن يُغادر هو الآخر في تمام السابعة مساءً لكنه طلب من موراي البقاء مع مونرو طوال الليل. تلقت مونرو ما بين السابعة والسابعة وربع مكالمة هاتفيّة من جو ديماجيو جونيور – الذي ظلت قريبة منه منذ طلاقها من والده – يُخبرها أنه انفصل عن حبيبته التي لم تُعجبه ولم يُلاحظ أي شيءٍ ينذر بالخطر في سلوك مونرو ولا في ردودها. اتصلت هي بدورها ما بين السابعة وأربعين دقيقة والثامنة إلّا ربع بجرينسون لإخباره بانفصال ديماجيو عن حبيبته.
توجَّهت مونرو إلى غرفة نومها في حوالي الثامنة مساءً ثم تلقَّت مكالمة من الممثل بيتر لوفورد الذي كان يأملُ في إقناعها بحضور حفلته في تلك الليلة لكنه فشل في ذلك وشعر ببعض الانزعاجِ بعدما أحسَّ أن مونرو بدت وكأنها تحت تأثير المخدرات حيثُ قالت له: «قُل وداعًا لبات، وداعًا للرئيس ووداعًا أنتَ أيضًا لأنك رجلٌ لطيف» قبل أن تقطع الاتصال. اتصل لوفورد بوكيله ميلتون إيبينز الذي حاول دون جدوى الوصول إلى جرينسون ثمّ اتصل فيما بعد بمحامي مونرو السيّد ميلتون رودين الذي اتصل بدوره بمنزل مونرو لتُؤكّد له المدبرة أنها بخير.
استيقظت موراي في حوالي الساعة الثالثة والنصف من صباح يوم الأحد الموافق للخامس من آب/أغسطس بعدما «شعرت بحصول شيء خطأ» فرأت الضوء من تحت باب غرفة نوم مونرو ثم نادت عليها لكنها لم تتلقَّ ردًا فحاولت اقتحام الغرفة قبل أن تجد الباب مغلقًا. اتصلت موراي بالطبيبِ جرينسون بعدما نظرت لداخل الغرفة عبر النافذة لتُشاهد مونرو مستلقية على سريرها مغطاة بملاءة وتمسك بالهاتف. وصل جرينسون بعد ذلك بوقت قصير، ثمّ كسر النافذة ودخل عبرها لداخل الغرفة أينَ وجد مونرو وقد فارقت الحياة. اتصل جرينسون بطبيبها الآخر هايمان إنجلبرج الذي وصل إلى المنزل في حوالي الساعة 3:50 صباحًا ليُؤكّد رسميًا وفاتها ثمّ أبلغ بحلول الرابعة والنصف تقريبًا قسم شرطة لوس أنجلوس للحضور لعين المكان ومباشرة الإجراءات الضروريّة.

## التحقيق
شرَّح الطبيب الشرعي توماس نوغوتشي جثة مونرو في نفس اليوم الذي عُثر فيه عليها ميّتة، حيث حصل مكتب الطبيب الشرعي في مقاطعة لوس أنجلوس على مساعدةٍ قبل وأثناء التشريح من عددٍ من الأطباء النفسيين بما في ذلك نورمان فاربيرو وروبرت ليتمان ونورمان تاباتشنيك من مركز منع الانتحار في لوس أنجلوس وهم ضمن مجموعة الأطباء الذين أجروا مقابلات مع أطباء مونرو حول حالتها النفسية. تُشير التقديرات بناءً على الحالة المتقدمة من التخشب الموتي وقت اكتشاف جسدها إلى أنها ماتت بين الثامنة والنصف والعاشرة والنصف من مساء يوم الرابع من آب/أغسطس. خلص التحليل السمي إلى أن سبب الوفاة كان التسمم الحاد بالباربيتورات حيث احتوى دمها على 8 مجم% (مجم/ديسيلتر) من هيدرات الكلورال و4.5 مجم% من بنتوباربيتال و13 مجم% من نفس المادة في كبدها. عثرت الشرطة على زجاجات فارغة من هذه الأدوية بجوار سريرها، ولم تعثر على أيّ جروح أو كدمات خارجية على جسمها.
نُشرت نتائج التحقيق في السابع عشر من آب/أغسطس، حيث صنَّف الطبيب الشرعي ثيودور كورفي وفاة مونرو على أنها حالة «انتحار محتمل» بعدما استبعدَ احتمال تناول جرعة زائدة عرضيًا على اعتبار أنَّ الجرعات الموجودة في جسدها كانت أعلى من الحد المُميت عدة مرات وتم تناولها في جرعة واحدة أو بضع جرعات في ظرفِ دقيقةٍ واحدةٍ أو نحو ذلك. ورد أن مونرو كانت في أيامها الأخيرة في «مزاجٍ مكتئب» و«غير مهذبة» كما قِيل أنها لم تكن مهتمة بمظهرها على عكس السابق. لم يُعثر في غرفتها ولا في المنزل الذي فارقت فيهِ الحياة على أيّ مذكّرة وهو ما أثار استغراب الطبيب ليتمان الذي وصفَ الأمر بـ «غير العادي» مشيرًا إلى أن أقل من 40 في المائة من ضحايا الانتحار يتركون ملاحظات قبل انتحارهم. ذكر فاربيرو وليتمان وتاباتشنيك في تقريرهم النهائي:
عانت الآنسة مونرو من اضطرابات نفسية لفترة طويلة، حيث عانت من الخوف الشديد ومن الاكتئاب المتكرر. كانت التغيرات المزاجية مفاجئة وغير متوقعة، كما عانت من اضطراب النوم حيث كانت تتناول الأدوية المهدئة لسنوات عديدة، وهكذا كانت على دراية وخبرة في استخدام العقاقير المهدئة وتدرك جيدًا مخاطرها ... علمنا في تحقيقنا أن الآنسة مونرو أعربت في كثيرٍ من الأحيان عن رغبتها في الاستسلام والانسحاب وحتى الموت. حاولتْ في أكثر من مناسبةٍ في الماضي الانتحار باستخدام العقاقير المهدئة لكنها كانت تطلبُ المساعدة دومًا. لقد تكرّر هذا النمط مساء الرابع من آب/أغسطس باستثناء مسألة طلب النجدة ... هناك أدلة مادية أخرى تؤكّد أن سبب الوفاة هو الانتحار بما في ذلك المستوى المرتفع من الباربيتورات وهيدرات الكلورال في الدم والذي يُشير مع أدلة أخرى [عثرنا عليها] خلال تشريح الجثة إلى احتمالِ ابتلاع كمية كبيرة من الأدوية خلال فترة زمنية قصيرة.

## نظريات المؤامرة

### الستينيات: فرانك كابيل وجاك كليمونز
لم تكن هناك نظرياتُ مؤامرةٍ منتشرةٍ حول وفاة مونرو خلال حقبة الستينيات، لكنَّ الادعاءات الأولى بأنها قُتلت تداولت لأول مرةٍ في كُتيّب الناشط المناهض للشيوعية فرانك أ. كابيل الذي صدر عام 1964 تحتَ عنوان الموت الغريب لمارلين مونرو (بالإنجليزية: The Strange Death of Marilyn Monroe)‏ والذي ادعى فيه أن موتها كان جزءًا من مؤامرة شيوعية موضّحًا أن مونرو والنائب العام الأمريكي روبرت ف. كينيدي كانا على علاقة غرامية أخذتها مارلين على محمل الجد بل وهددت بإحداث فضيحة وهو ما دفعَ كينيدي لإعطاءِ أمرٍ باغتيالها لحماية حياته المهنية. بالإضافة إلى اتهام كينيدي بالتعاطف مع الشيوعية، ادعى كابيل أيضًا أن العديد من الأشخاص المقربين من مونرو مثل أطبائها وزوجها السابق آرثر ميللر كانوا شيوعيين.

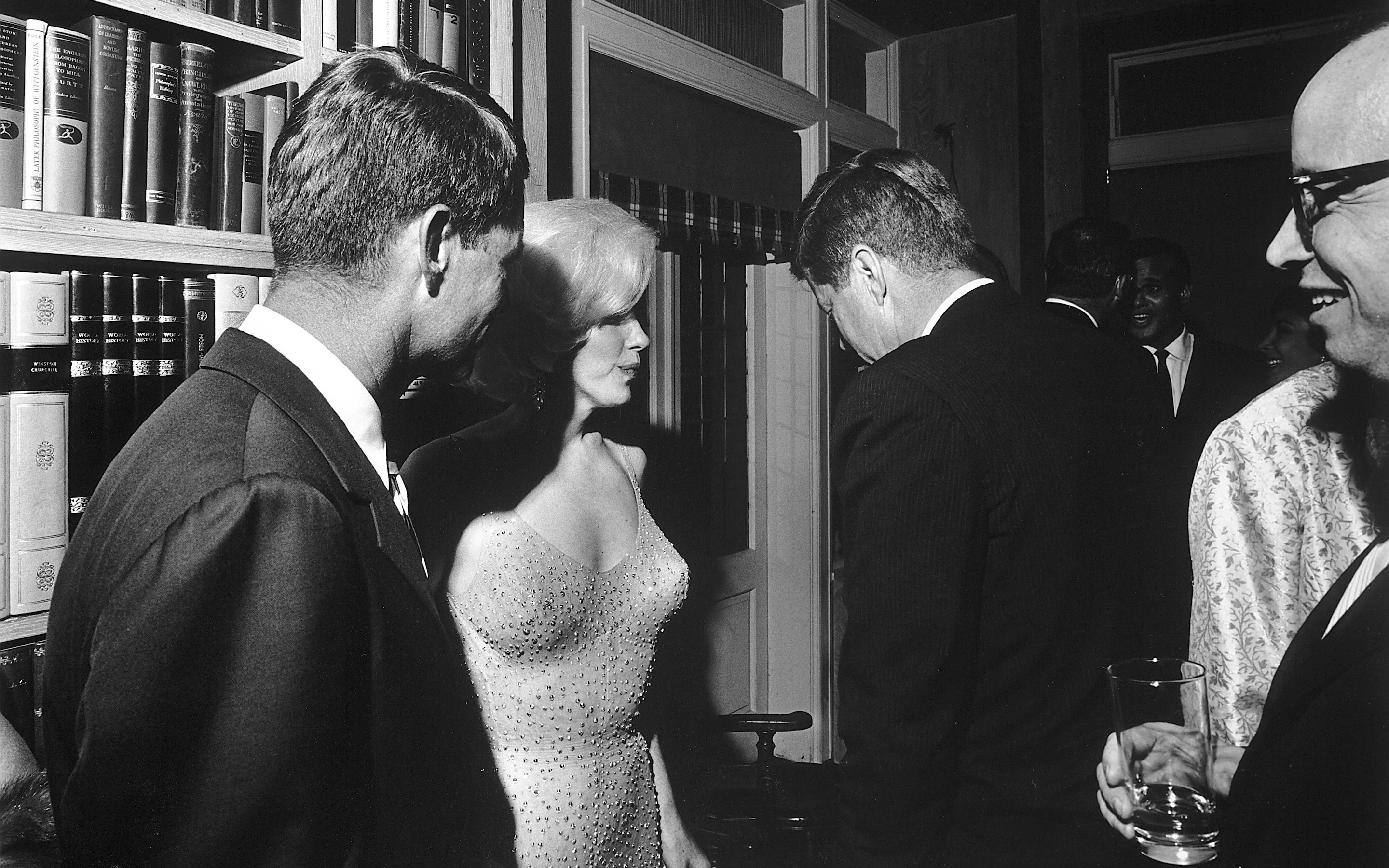
مونرو مع المدعي العام الأمريكي روبرت ف. كينيدي والرئيس جون ف. كينيدي في حفلٍ خاصٍ في وسط مدينة مانهاتن بنتهاوس في منزلِ آرثر بي كريم وماتيلد كريم الذانِ احتفلا بعيد ميلاد جون كنيدي قبل 10 أيامٍ من عيد ميلاده الفعلي وقد غنَّت له مونرو في هذا الحفل علانية أغنيّة عيد ميلاد سعيد. تُوفيّت النجمة الأمريكية مارلين مونرو بعد 77 يومًا من تاريخ التقاط هذه الصورة.

كانت مصداقية كابيل موضع تساؤلٍ على اعتبارِ أنَّ مصدره الوحيد كان كاتب العمود والتر وينشل الذي استسقى بدوره الكثير من معلوماته من الأول وهو ما يعني بطريقةٍ أو بأخرى أنَّ كابيل كان يستشهدُ بنفسه. حصلَ كابيل على مساعدةٍ من صديقه الرقيب في شرطة لوس أنجلوس جاك كليمونز في كتابة تطوير كُتيّبه، فأصبحَ كليمونز مصدرًا مركزيًا لمُنظّري المؤامرة. كان جاك في الواقع أول ضابط شرطة يصلُ للمكان الذي فارقت فيهِ مونرو الحياة ثمّ ادعى فيما بعد – وهو ما لم يَرِدْ في التحقيق الرسمي لعام 1962 – أنه وجد مدبرة منزل مونرو تغسل ملاءاتها حينما وصلَ لعينِ المكان وأنَّ «حاسّته السادسة» أخبرتهُ أنَّ شيئًا ما كان خطأ.
رُبطت ومزاعم كابيل وكليمونز بأهدافهما السياسية، حيث كرَّس كابيل حياته للكشف عن «مؤامرة شيوعية عالمية» فيما كان كليمونز عضوًا في منظمة أبحاث الشرطة (بالإنجليزية: The Police and Fire Research Organization)‏ التي سعت إلى فضحِ «الأنشطة التخريبية التي تهدد أسلوب الحياة الأمريكي». عُرفت هذه المنظمة وباقي المنظمات المماثلة بموقفها ضد عائلة كينيدي وبإرسالها رسائل لمكتب التحقيقات الفيدرالي تحاول فيها بأيّ طريقةٍ إدانة العائلة. في السياق ذاته، أكَّد مكتب التحقيقات أنَّ خبر العلاقة الغرامية بين مونرو وروبرت كينيدي من المحتمل أن يكون قد انتشر عن طريقِ هذه المنظمة والقائمين عليها. اتُهم علاوةً على ذلك كلٌ من كابيل وكليمونز وشخص ثالث عام 1965 من قِبل هيئة محلفين كبرى في ولاية كاليفورنيا بتهمة «التآمر للتشهير من خلال الحصول على إفادة كاذبة وتوزيعها» ويتعلَّقُ الأمر بالسناتور توماس كوتشيل الذي تعرض لتشهيرٍ من قِبل الثلاثة عبر نشرِ خبرٍ غير صحيحٍ يُفيد بأنَّ السيناتور قد قُبض عليه ذات مر بسبب «فعلٍ مثليّ». يُذكر في التفاصيل أنَّ الثلاثة قد فعلوا ذلك ذلك لأن كوتشيل أيد قانون الحقوق المدنية لعام 1964. لقد اعترف كابيل بالذنب فيما أُسقطت التهم الموجهة ضد كليمونز بعد استقالته من شرطة لوس أنجلوس. نُوقشت خلال فترة الستينيات أيضًا وفاة مونرو في كتاب تشارلز هامبليت الذي صدر عام 1966 تحتَ عنوان من قتل مارلين مونرو؟ (بالإنجليزية: Who Killed Marilyn Monroe؟)‏ كما تطرق لموضوع النجمة الأمريكيّة في فيلم جيمس أ. هدسون الذي صدر عام 1968 تحت عنوان الموت الغامض لمارلين مونرو (بالإنجليزية: The Mysterious Death of Marilyn Monroe)‏، ولم يُشر في كلا العملينِ لمزاعمِ كابيل أو هامبليت أو هدسون كما لم يُشر لمزاعمها في أعمال أخرى.

### السبعينيات: نورمان ميلر وروبرت سلاتزر وأنتوني سكادوتو
زادَ الحديثُ عن مؤامرة قتل مارلين مونرو بعد نشرِ نورمان ميلر لكتابه المعنون مارلين: سيرة ذاتية (بالإنجليزية: Marilyn: A Biography)‏ عام 1973. كرَّرَ ميلر في كتابه الجديد بأن مونرو جمعتها علاقةٌ بروبرت ف. كينيدي – على الرغم من عدم وجود أيّ دليل – ثمّ تكهن بأنها قُتلت على يد مكتب التحقيقات الفيدرالي أو وكالة المخابرات المركزية اللذان رغبا في استخدام عمليّة القتل كنقطةِ ضغطٍ على عائلة كينيدي. تعرض الكتاب لانتقادات شديدة، ثمّ تراجع ميلر عن كلّ مزاعمه في وقتٍ لاحقٍ من ذلك العام خلال مقابلةٍ مع مايك والاس في برنامج 60 دقيقة مشيرًا إلى أنه اختلقَ كل القصص حتى ينجحُ كتابه تجاريًا ومؤكّدًا في الوقتِ ذاته على أنه يعتقد أن وفاة مونرو «انتحار عرَضي».
نشر روبرت إف سلاتزر بعد ذلك بعامينِ كتابًا جديدًا بعنوان حياة مارلين مونرو وموتها الغريب (بالإنجليزية: The Life and Curious Death of Marilyn Monroe)‏ وهو كتابٌ مبنيٌّ على الكُتيّبِ السابق لكابيل. أكَّد روبرت في مؤلَّفِه هو الآخر أن مونرو قُتلت على يد روبرت إف كينيدي بل ادعى أن الأخير تزوَّجَ من مونرو في المكسيك لمدة ثلاثة أيام وذلك في تشرين الأول/أكتوبر 1952 وأن ظلَّا صديقينِ مقربينِ حتى وفاتها. على الرغم من أن روايته لم تنتشر على نطاقٍ واسعٍ في ذلك الوقت، إلا أنها ظلت رواية محوريّة في نظريات المؤامرة.
نشر الصحفيّ أنتوني سكادوتو في تشرين الأول/أكتوبر 1975 مقالًا عن وفاة مونرو في المجلَّة الإباحية وي أو نعم (بالفرنسية: Oui)‏، ثمّ نشر في العام الموالي تحت الاسم المستعار توني شاكا كتابًا بعنوان من قتل مارلين مونرو؟ (بالإنجليزية: Who Killed Marilyn Monroe؟)‏. اعتمدَ أنتوني في كتابه هذا على على ادعاءات سلاتزر وعلى نتائج محقّقه الخاص ميلو سبيريجليو، حيث كرَّر في الكتاب نفس ادعاءات سلاتزر ثمَّ زعمَ أن مونرو احتفظت بمذكراتٍ كتبت فيها معلومات سياسية سرية سمعتها من عائلة كينيدي، وأن منزلها قد تُنصّت عليه من قِبل العميل برنارد سبينديل بناءً على أوامر من جيمي هوفا الذي كان يأملُ في الحصولِ على أدلة إدانة يمكنه استخدامها ضد كينيدي.

### الثمانينيات: ميلو سبيرجليو وأنتوني سامرز
نشر محقق سلاتزر الخاص ميلو سبيرجليو عام 1982 كتابًا جديدًا تحتَ عنوان مارلين مونرو: جريمة التستر (بالإنجليزية: Marilyn Monroe: Murder Cover-Up)‏ حيث ادعى فيه أنَّ مونرو قُتلت على يد جيمي هوفا ورئيس العصابات سام جيانكانا وذلك استنادًا على كتابي سلاتزر وسكاديتو. أضافَ سبيرجليو في كتابه تصريحاتٍ أدلى بها ليونيل غرانديسون الذي كان يعملُ في مكتب الطبيب الشرعي في مقاطعة لوس أنجلوس وقت وفاة مونرو حيث زعمَ الأخير أن جثة مونرو تعرضت لرضوض شديدة وحُذف هذا من تقرير التشريح كما زعمَ أنه شاهد كتاب يومياتها لكنّ الكتاب اختفى في ظروف غامضة.
طالب سبريجليو وسلاتزر السلطات بإعادة فتح التحقيقِ في وفاة مونرو فوافق المدعي العام في لوس أنجلوس على مراجعة القضية التي لم يُسفر التحقيق فيها من جديدٍ على أيّ دليلٍ يدعم مزاعم القتل في الوقت الذي استُبعد فيه غرانديسون من الشهادة بعدما طُرد من مكتب الطبيب الشرعي لسرقته أشياء من الجثث. أثبت التحقيق الجديد في القضية أنَّ المزاعم بخصوص تنصُّتِ برنارد سبينديل على منزل مونرو كانت مزاعم كاذبة، حيث داهم مكتب المدعي العام في مانهاتن عام 1966 منزل العَمِيل وصاردت كل شرائطه، ومع أنه اعترفَ أو بالأحرى ادعى أنه قام بالتنصت على منزل مونرو إلّا أن محتويات الأشرطة التي استمع إليها المحققون أكَّد العكس.

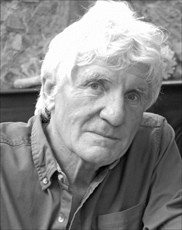
الصحفيّ أنطوني سمرز أحد أبرز كتاب السير الذاتية الذين زعموا حصول تستر أو شيءٍ من هذا القبيل في قضية وفاة مونرو

يُعتبر الصحفيّ البريطاني أنطوني سمرز أحد أبرز منظري نظريات المؤامرة في قضية مونرو في فترة الثمانينيات، حيث ادعى أن قصّة وفاة النجمة الأمريكية بسبب جرعة زائدة عرَضية هي قصّةٌ من اختراعِ روبرت ف.كينيدي. نشر أنطوني في وقتٍ لاحقٍ من عام 1985 كتابًا تحت عنوان آلهة: الحياة السرية لمارلين مونرو (بالإنجليزية: Goddess: The Secret Lives of Marilyn Monroe)‏ الذي يُعتبر أحد أبرز كتبه في مجال السير الذاتية من حيثُ النجاح تجاري. جديرٌ بالذكر هنا أنَّ أنطوني كان قد ألَّفَ كتابًا عن نظرية المؤامرة لاغتيالِ جون كينيدي قبل أن يبدأ تحقيقه بشأن وفاة مونرو بتوكيلٍ من صحيفة صنداي إكسبريس عام 1982.
يقولُ سمرز في كتابه أنَّ مونرو تُعاني من مشكلة تعاطي وحتى الإدمان على المخدرات كما ادعى أنها كانت مصابةٌ بالذهان في الأشهر الأخيرة من حياتها. زعم الكاتب البريطاني أن مونرو كانت تربطها علاقاتٌ مع كل من جون وروبرت كينيدي وأنه عندما أنهى الأول علاقته بها هدَّدت هي بالكشف علانية عن علاقتهما، فحاول كينيدي بمساعدةٍ من بيتر لوفورد منعها من خلال جعلها بطريقةٍ ما مدمنة مخدرات وكحول. يقولُ سمرز أن مونرو أصبحت في حالة هستيرية وتناولت جرعة زائدة عن طريق الخطأ قبل أن تُفارق الحياة على مثنِ سيارة إسعافٍ في طريقها إلى المستشفى، ثم يُؤكّد نفس المصدر أنَّ كينيدي أراد مغادرة لوس أنجلوس قبل الإعلان رسميًا عن وفاة مونرو لتجنّب ربط قصّة وفاتها به، وعليه فقد أُعيدت جثة الممثلة الأمريكيّة إلى هيلينا درايف التي حصلت على مساعدةٍ من قِبل لوفورد وبعض أفراد عائلة كينيدي وجي إدغار هوفر من أجل حبكِ رواية الانتحار.
استند سمرز في روايته إلى مقابلات أجراها مع 650 شخصًا على صلةٍ بمونرو، لكن بحثه تعرض لانتقاداتٍ من عددٍ من كُتَّاب السيرة الذاتية بما في ذلك دونالد سبوتو وسارة تشرشويل حيث أكَّد الأول أن سمرز يُناقض نفسه ويقدم معلومات كاذبة على أساس أنها الحقيقة كما اتهمهُ بأنه يُشوّه ويُحرّف ما قاله بعض أصدقاء مونرو عنها، فيما قالت تشرشويل أنه بينما جمع سمرز مجموعة كبيرة من المواد القصصية فإنَّ معظم مزاعمه هي مجرد تكهنات وتُضيف مؤكّدةً أنَّ العديد من الأشخاص الذين قابلهم الكاتب البريطاني لم يتمكّنوا من تقديم سوى روايات ثانوية أو غير مباشرة وهم يربطون قصّة وفاتها بما يُؤمنون به وليس بما يعرفونه.
كان سمرز أيضًا أول كاتب سيرةٍ مشهورٍ يستدلُّ بسلاتزر كشاهدٍ موثوقٍ في كتابه كما اعتمدَ بشكلٍ كبيرٍ على شهادات شهود آخرين مثيرين للجدل بمن فيهم جاك كليمونز وجين كارمن التي ادعت أنها صديقةٌ مقربةٌ لمونرو. شكَّلت مزاعم سمرز اللبنة الأساس لفيلمٍ وثائقيٍ لهيئة الإذاعة البريطانية (بي بي سي) صدر عام 1985 تحت عنوان مارلين: قُل وداعًا للرئيس (بالإنجليزية: Marilyn: Say Goodbye to the President)‏، كما شكّلت هذه المزاعم اللبنة الأساس لفيلمٍ وثائقيّ آخر مدته 26 دقيقة من إنتاج آي بي سي تحتَ عنوان 20/20 وهو الوثائقيّ الذي لم يُبث على القناة بسببِ قرار رون أرليدج – رئيسُ شبكة آي بي سي – الذي ارتأى أن الادعاءات المقدمة تتطلب المزيد من الأدلة لدعمها، فيما ادعى سمرز أن قرار رون جاء بضغطٍ من عائلة كينيدي.

### التسعينيات: براون وبرهام ودونالد إتش وولف ودونالد سبوتو
زعم كتابان جديدان؛ أولٌ صدر عام 1992 للكاتبانِ بيتر براون وبات بارهام تحت عنوان مارلين: آخر لقطة (بالإنجليزية: Marilyn: The Last Take)‏ وثانٍ صدر عام 1998 للكاتب دونالد إتش وولف تحتَ عنوان الأيام الأخيرة لمارلين مونرو (بالإنجليزية: The Last Days of Marilyn Monroe)‏ أن النجمة الأمريكية قد قُتلت ولم تنتحر حسب ما هو معروف. لم يُقدم الكُتَّاب الثلاثة في الكتابانِ أدلة جديدة كثيرة حيثُ اعتمدوا بشكلٍ مكثفٍ على مزاعم كابيل وسمرز كما اعتمدو على شهادات بعض الشهود الغير موثوق فيهم بما في ذلك غرانديسون وسلاتزر وكليمونز وكارمن، أمَّا وولف فهو الآخر لم يُقدّم أيَّ مصادر على ادعاءاته بل إنهُ تجاهل نتائج تشريح الجثة.
عارضَ دونالد سبوتو في كتاب السيرة الغيريّة عن مونرو الذي صدر عام 1993 نظريات المؤامرة السابقة لكنه زعم أن وفاة مونرو كانت نتيجة جرعة زائدة عرضية وقِيل إنها انتحرت. يُؤكّد سبوتو أنَّ طبيبها جرينسون (الطبيب النفسي) وإنجلبرج (الطبيب الشخصي) كانا يُحاولان ثنيها عن تناول مادة بنتوباربيتال فضلًا عن مراقبتها في مسألة تعاطي المخدرات بل إنَّ الطبيبانِ اتفقا على عدم وصفهما لأي شيءٍ لها دون التشاور أولاً مع بعضهما البعض. يُضيف دونالد سبوتو أن مونرو كانت قادرة على إقناع إنجلبرج بالنكث بوعده من خلال الكذب على جرينسون حينما استفسر عن تناولها عقاقير فأكَّد الأول للأخير أنه هو من وصف لها ذلك. تناولت مونرو – بحسبِ زعم دونالد سبوتو – في الرابع من آب/أغسطس مادة بنتوباربيتال لكنها لم تُخبر طبيبها جرينسون بذلك فوصف لها هو الآخر حقنة شرجية من مادة هيدرات الكلورال، فتسبَّ مزج العقارينِ في وفاتها. خوفًا من العواقب، اعتبرَ الطبيبينِ ومدبرة منزل مونرو الوفاة بمثابة انتحار.
جادل سبوتو بأن مونرو لا يمكن أن تنتحر في هكذا أوضاع على اعتبار أنها توصلت إلى اتفاقٍ جديدٍ مع شركة توينتيث سينشوري فوكس ولأنها كانت ستتزوج جو ديماجيو مرة أخرى. استندَ في نظريّته حول وفاتها إلى التناقضات المزعومة في الأقوال التي قدمتها مدبرة منزل مونرو والطبيبين للشرطة، وهو ادعاءٌ نشره زوج وكيلة مارلين مونرو آرثر بي جاكوبس الذي أكَّد أنه نُبّه بالفعل لوفاة النجمة الأمريكية على الساعة العاشرة والنصف مساءً، كما اعتمدَ في نظريته على التصريحاتِ التي أدلى بها المدعي العام جون مينر الذي شارك في التحقيق الرسمي حيثُ زعم الأخير أن تشريح جثتها أظهر علاماتٍ على تناولها أو بالأحرى ابتلاعها عن طريق الفم لمحتويات الحقنة الشرجية.

### الألفية الثانية: جون مينر وماثيو سميث
حظيت مزاعم جون مينر بأنَّ وفاة مونرو لم تكن انتحارًا بمزيدٍ من الدعاية في العقد الأول من القرن الحادي والعشرين عندما نشر نصوصًا ادعى أنه استخرجها من أشرطة صوتية سجلتها مونرو قبل وقت قصير من وفاتها. ادعى مينر أن مونرو أعطت الأشرطة لطبيبها النفسي جرينسون الذي دعاه للاستماعِ إليها بعد وفاتها. تحدثت مونرو في الأشرطة المزعومة عن خططها للمستقبل وهو ما دفعَ مينر للقول بأنَّ هذا دليلٌ على أنها لم تكن لتقتل نفسها، كما ناقشت في نفس الأشرطة حياتها الجنسية وقضية استخدامها الحُقن الشرجيّة. زعم مينر أن مونرو قُتلت بواسطة حقنة شرجية من قِبل مدبرة منزلها. لقيت مزاعم مينر انتقادات كثيرة خاصّة أنه أثناء المراجعة الرسمية للقضيّة من قِبل المدعي العام عام 1982، أخبرَ المحققين عن الأشرطة لكنه لم يذكر أن لديه نسخًا منها. ادعى مينر أن إخفائه هذه المعلومة كان بسبب أن جرينسون أقسمه على الصمت. جديرٌ بالذكر هنا أنَّ الشرطة لم تعثر على الأشرطة التي تحدث عنها مينر الذي ظلَّ على مدار سنواتٍ الشخص الوحيد الذي يدعي وجودها، وتجدر الإشارة أيضًا إلى أنَّ مينر أعلن عن قضيّة الأشرطة الصوتية هذه بعد وفاة الطبيب جرينسون.
عرفت كاتبة السيرة الذاتية لويس بانر المحامي الأمريكي جون مينر شخصيًا على اعتبارِ أنَّ الاثنانِ كانا يعملانِ معًا في جامعة جنوب كاليفورنيا فطعنت في صحة النُّصوص التي ادعى أنه استخرجها من الأشرطة في حوزته. كان مينر قد فقد رخصته القانونية لعدة سنوات كما كذبَ على بانر بشأن عمله في معهد كينزي وأفلس قبل وقتٍ قصيرٍ من بيع النصوص المزعومة. لقد حاول أولاً بيع النصوص إلى مجلّة فانيتي فير التي طلبت منه عرض بعضٍ منها لأنتوني سمرز من أجل التحقق من صحتها لكنّه رفض فأصبح من الواضح أنه لا يملكها أصلًا. باعَ مينر بعد عدّة أشهر تلك النصوص المزعومة للمؤلف البريطاني ماثيو سميث فاكْتُشِف أنها – أي النصوص – كُتبت بعد عدة عقودٍ من تاريخ استماع مينر للأشرطة المزعومة. تقول بانر إنَّ ادعاء مينر أن مدبرة منزل مونرو كانت في الواقع ممرضتها وأعطتها الحقن الشرجية بشكلٍ منتظمٍ لم تدعمه الأدلة، كما أكَّدت أن لمينر هوسٌ شخصيٌّ بالحقن الشرجية ويُمارس السادية المازوخية وخلصت إلى أن نظريته حول وفاة مونرو تُمثل اهتماماته الجنسية ولا تستند إلى أدلة. نشر ماثيو سميث النصوص المزعومة كجزءٍ من كتابهِ الذي صدر عام 2003 تحتَ عنوان الضحيّة: الأشرطة السرية لمارلين مونرو (بالإنجليزية: Victim: The Secret Tapes of Marilyn Monroe)‏ حيث زعم هو الآخر أن مارلين قُتلت من قِبل وكالة المخابرات المركزية بسبب ارتباطها مع روبرت إف كينيدي بعدما رغبت الوكالة في الانتقام من تعامل كينيدي مع غزو خليج الخنازير. كان سميث قد كتب بالفعل عن هذا الموضوع في كتابه السابق الذي صدر عام 1996 تحتَ عنوان الرجال الذين قتلوا مارلين (بالإنجليزية: The Men Who Murdered Marilyn)‏، وهو الكتاب الذي تلقَّى ردود فعل سلبيّة ومشكّكة خاصة من تشرشويل التي وصفَت روايته بأنها «نسيجٌ من التخمين والتكهنات والخيال الخالص ويُمكن القول إنها [الرواية] الأقل واقعية من بين جميع الروايات التي كُتبت عن حياة مارلين.»